# Fautino de los Santos
Fautino De Los Santos, dominikanski bejzbolist, * 15. februar 1986, La Vega, Dominikanska republika. 
De Los Santos je poklicni metalec in je trenutno član kluba Milwaukee Brewers.

## Poklicna kariera

### Chicago White Sox
De Los Santos je svojo kariero začel v Chicagu, in sicer v vlogi začetnega metalca. Zelo dobro se je odrezal pri igranju v  Dominikanski poletni ligi leta 2006. V letu 2007 je svoj čas razdelil med podružnicama v Kannapolisu in Winston-Salemu.

### Oakland Athletics

#### Nižje podružnice
3. januarja 2008 ga je ekipa iz Chicaga, skupaj z mladima igralcema Ryanom Sweeneyem in Giom Gonzálezom, poslala k ekipi Oakland Athletics, v zameno za igralca zunanjega polja  Nicka Swisherja. V letu 2008 je metal na stopnji Single-A v Stocktonu, a je po poškodbi komolca potreboval operacijo Tommy John in je tako izpustil večji del sezon 2008 in 2009. Slednjo je zaključil z ekipo AZL Athletics in bil po koncu sezone dodan na seznam 40-ih mož ekipe. De Los Santos je leto 2010 ponovno začel v Stocktonu, a je kmalu bil povišan na stopnjo Double-A v Midland, kjer je preživel večino sezone. Kljub temu, da je v letu 2010 z 6,54 dovoljenega teka v 25 nastopih razočaral, klub vanj ni izgubil zaupanja. To se mu je obrestovalo, saj se je De Los Santos leta 2011 pobral in hitro plezal čez nižje podružnice. 5. maja je pristal že na stopnji Triple-A v Sacramentu.

#### Liga MLB
20. maja, po le šestih menjavah v 5 nastopih na stopnji Triple-A, je bil De Los Santos prvič vpoklican v ligo MLB, saj sta se poškodovala  Brandon McCarthy in Tyson Ross.  Vendar pa je tu nastopila težava: Oba poškodovanca sta bila člana postave začetnih metalcev, in klub še ni menil, da je De Los Santos pripravljen na začetno postavo. Tako je bil čez štiri dni spet poslan v nižje podružnice, v ligo MLB pa je bil poslan začetni metalec Guillermo Moscoso. 3. junija je bil ponovno vpoklican po novi poškodbi. Tokrat je bil odsoten član razbremenilskega kadra, Grant Balfour, ki je pravkar postal oče.4. junija je De Los Santos na svoji prvi tekmi v ligi MLB bil soočen z le enim odbijalcem, Jedom Lowriejem, in ga je izločil z udarci. V njegovem drugem nastopu pa De Los Santos ni bil tako prepričljiv. Dovolil je udarec v polje in nato vrgel še dva divja meta v istem odbijalskem nastopu, pri čimer je dovolil tek. V nepričakovanem obratu ga je nato ekipa obdržala ob povratku Balfourja, saj se je na prejšnji  tekmi, ki je trajala 14 menjav, njihov razbremenilski kader precej utrudil, in nato v nižje podružnice poslala nadomestnega igralca notranjega polja, Andyja LaRochea.

### Milwaukee Brewers
28. julija 2012 je bil v zameno za lovilca Georga Kottarasa De Los Santos poslan k ekipi Milwaukee Brewers.